# Philharmonie Odessa
Die Philharmonie Odessa (ukrainisch Одеська обласна філармонія) ist ein Konzerthaus in der südukrainischen Hafenstadt Odessa. Es ist die Heimstätte des Odessa Philharmonic Orchestra.

## Geschichte
Der Grundstein für das Gebäude wurde am 3. September 1894, einen Tag nach Odessas einhundertjährigem Geburtstag gelegt. Es war als „Neue Börse“, als Ersatz für die alte Wertpapierbörse gedacht. Die große Halle wurde von dem Künstler Nikolai Nikolajewitsch Karasin mit sechs Paneelen dekoriert, die den Handel in verschiedenen Stadien der Geschichte darstellen. Das Design des Gebäudes wurde nach einer Ausschreibung dem Architekten Alexander Bernardazzi übertragen. Der Bau wurde 1898 abgeschlossen, die offizielle Eröffnung fand 1899 statt. Als Wertpapierbörse wurde das Haus nur einige Jahre genutzt. Nach einem Umbau der Haupthalle und Bestuhlung fanden Theateraufführungen und Konzerte statt. Seit 1924 ist es die Heimstätte des Odessa Philharmonic Orchestra. Da die Akustik des Hauses unvollkommen war, wurden ab 1996 Maßnahmen ergriffen, um die Akustik zu verbessern. Zunächst wurden die Vorhänge rund um die Bühne entfernt und der Aufbau der Bühne modifiziert. Beide Veränderungen führten zu erheblichen Verbesserungen der Akustik.
Aufgrund des russischen Überfalls auf die Ukraine wurden Konzerte des Odessa Philharmonic Orchestra in Odessa abgesagt (Stand Anfang 2023). Das Orchester gibt jedoch Gastspiele, beispielsweise am 6. September 2022 unter Leitung seines Chefdirigenten Hobart Earle in der Berliner Philharmonie.
Im Januar 2025 wird er von russischen Bombenangriffen getroffen, im Zusammenhang mit der Invasion der Ukraine durch Russland.

## Bauwerk
Die Architektur des Hauses orientiert sich an einer venezianisch-gotischen Stilrichtung. Das Gebäude besitzt eine reich verzierte Innenausstattung und enthält auch einige Renaissance-Elemente. Eine am oberen Ende mit Säulen eingefasste Marmortreppe bildet den Haupteingang und führt in den 910 Quadratmeter großen und 12 Meter hohen Hauptsaal. Die Deckenverzierung zeigt Darstellungen der zwölf Tierkreiszeichen. Der Hauptsaal hat eine Kapazität für etwa 1000 Personen.

## Trivia
Da das Gebäude nach der Fertigstellung über eine schlechte Akustik verfügte, wird von der Bevölkerung gerne erzählt, dass dies absichtlich geschah, da es sich ursprünglich um eine Wertpapierbörse handelte, in der die besprochenen Handelsaktivitäten vertraulich und nicht für Umstehende hörbar seien sollten. Diese Darstellung wird jedoch meist als Legende angesehen. Architekten machen hingegen Versäumnisse bei der Bauausführung für die ehemals schlechte Akustik verantwortlich.

## Beschädigung durch russischen Angriff
Im Verlauf des durch den russischen Überfall auf die Ukraine ausgelösten Kriegs wurde die Philharmonie Anfang Februar 2025 durch einen russischen Raketenangriff beschädigt. Sie ist eine von drei Kulturstätten der Stadt, die von der UNESCO im September 2023 angesichts des Kriegs unter verstärkten Schutz gestellt wurde.

## Galerie

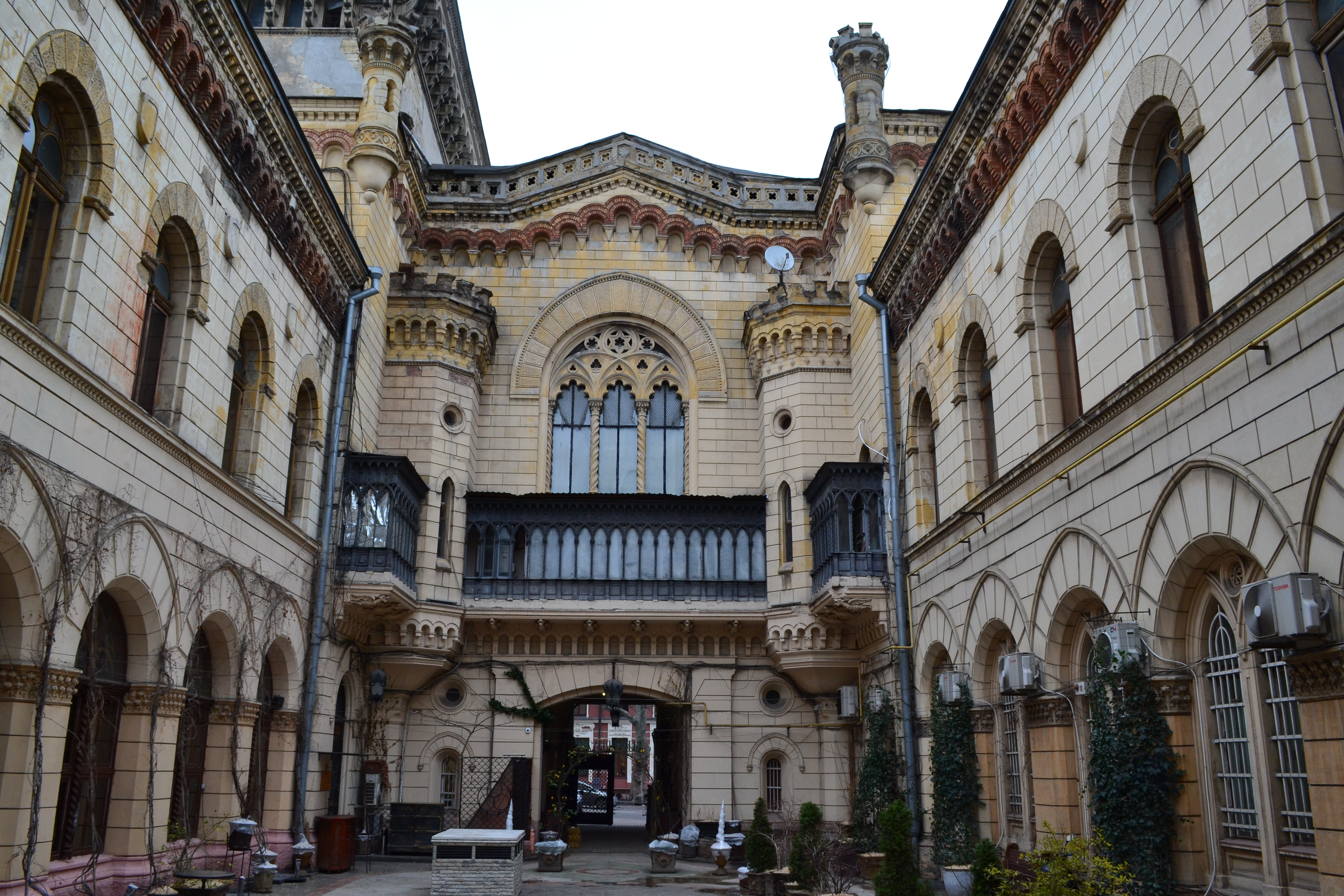
Innenhof
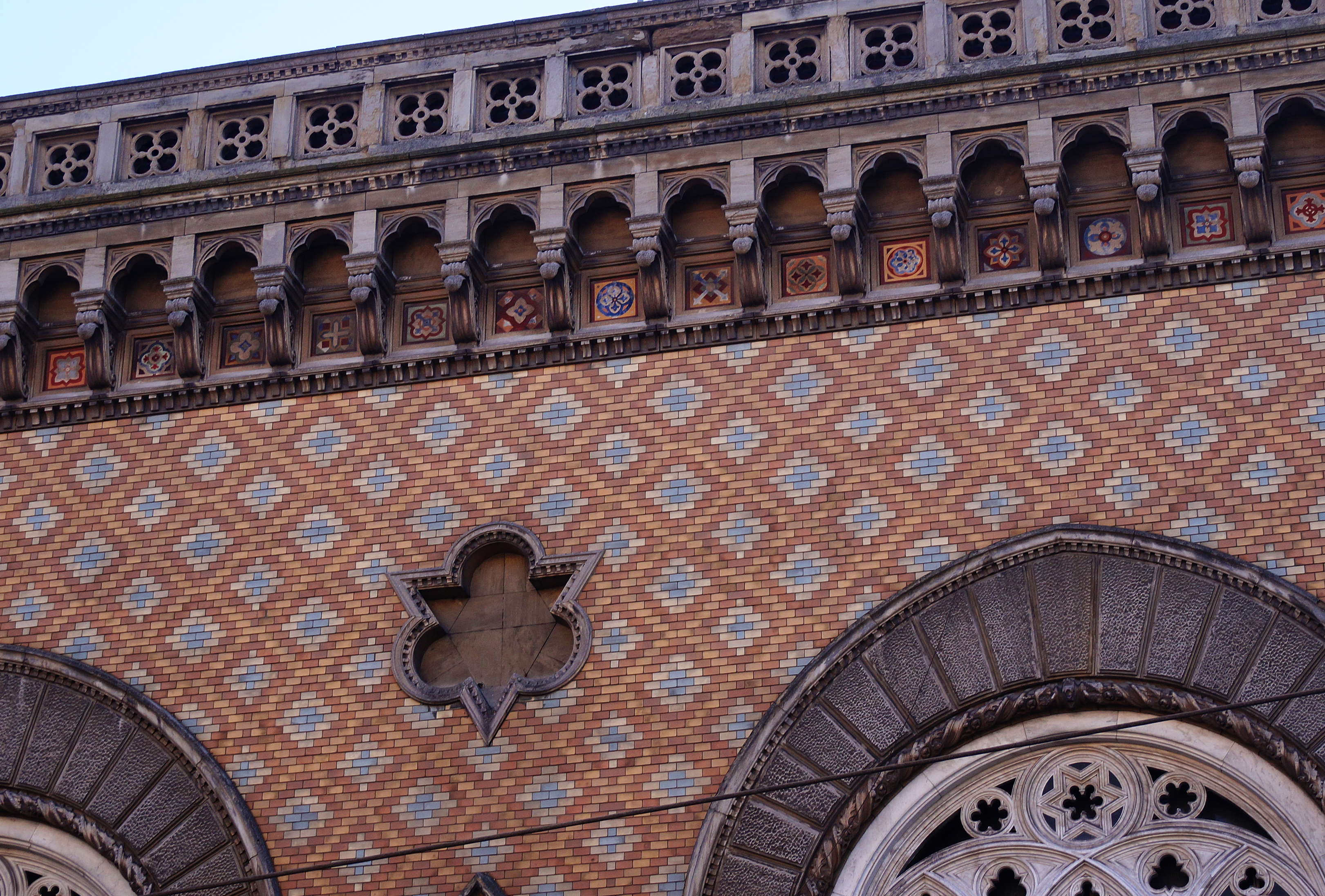
Fassadenverzierung
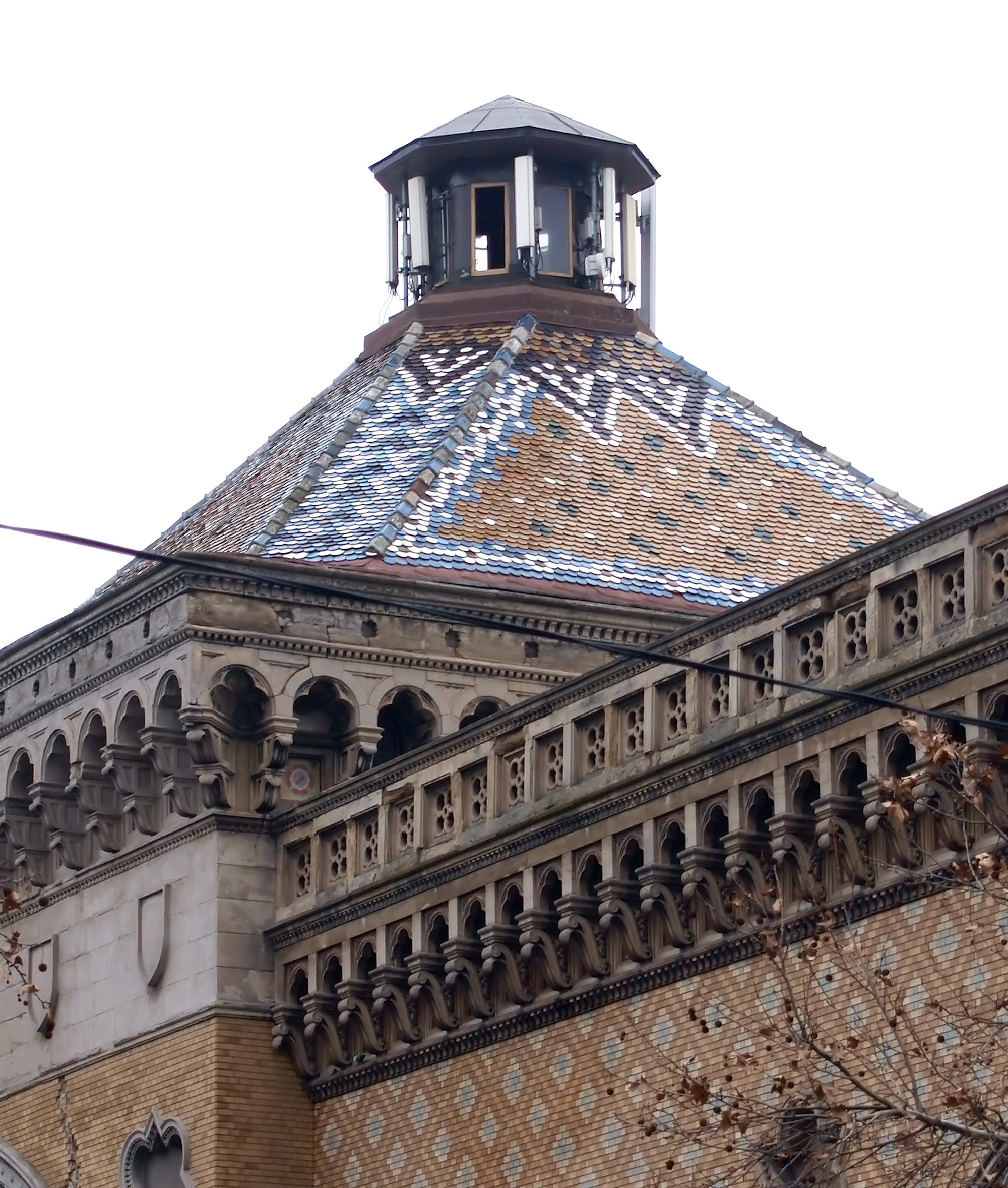
Dachkonstruktion
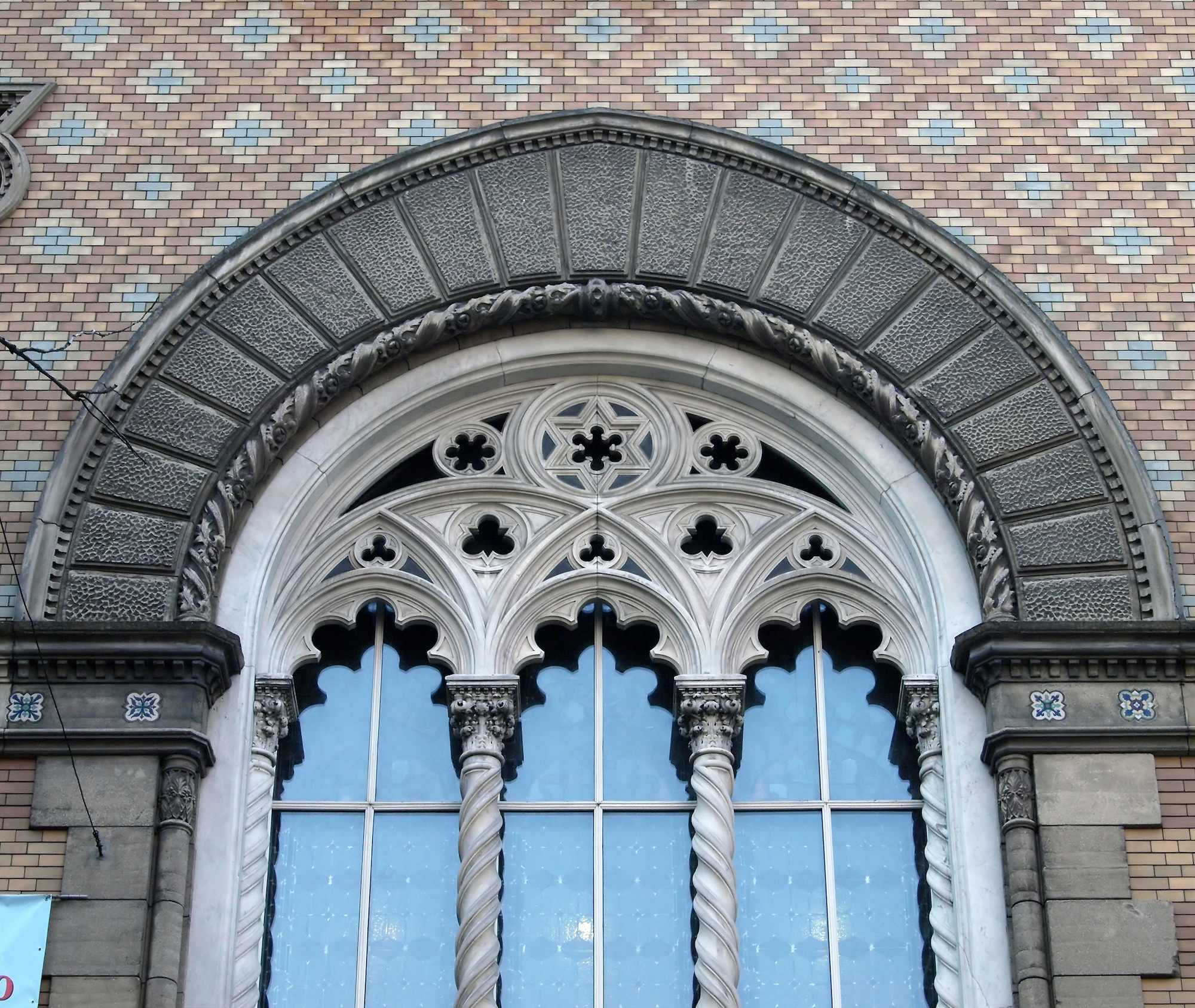
Außenfenster
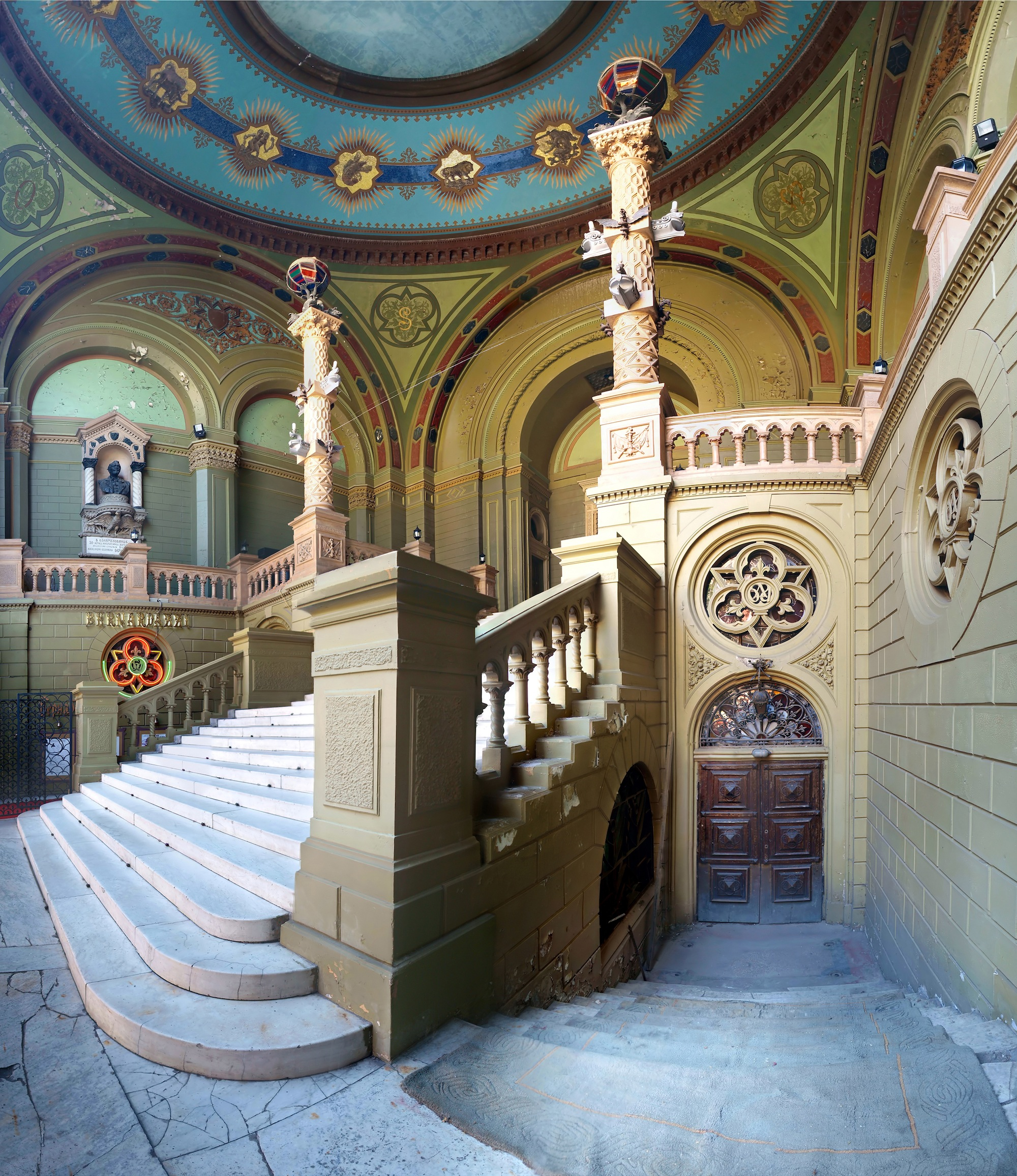
Treppenaufgang
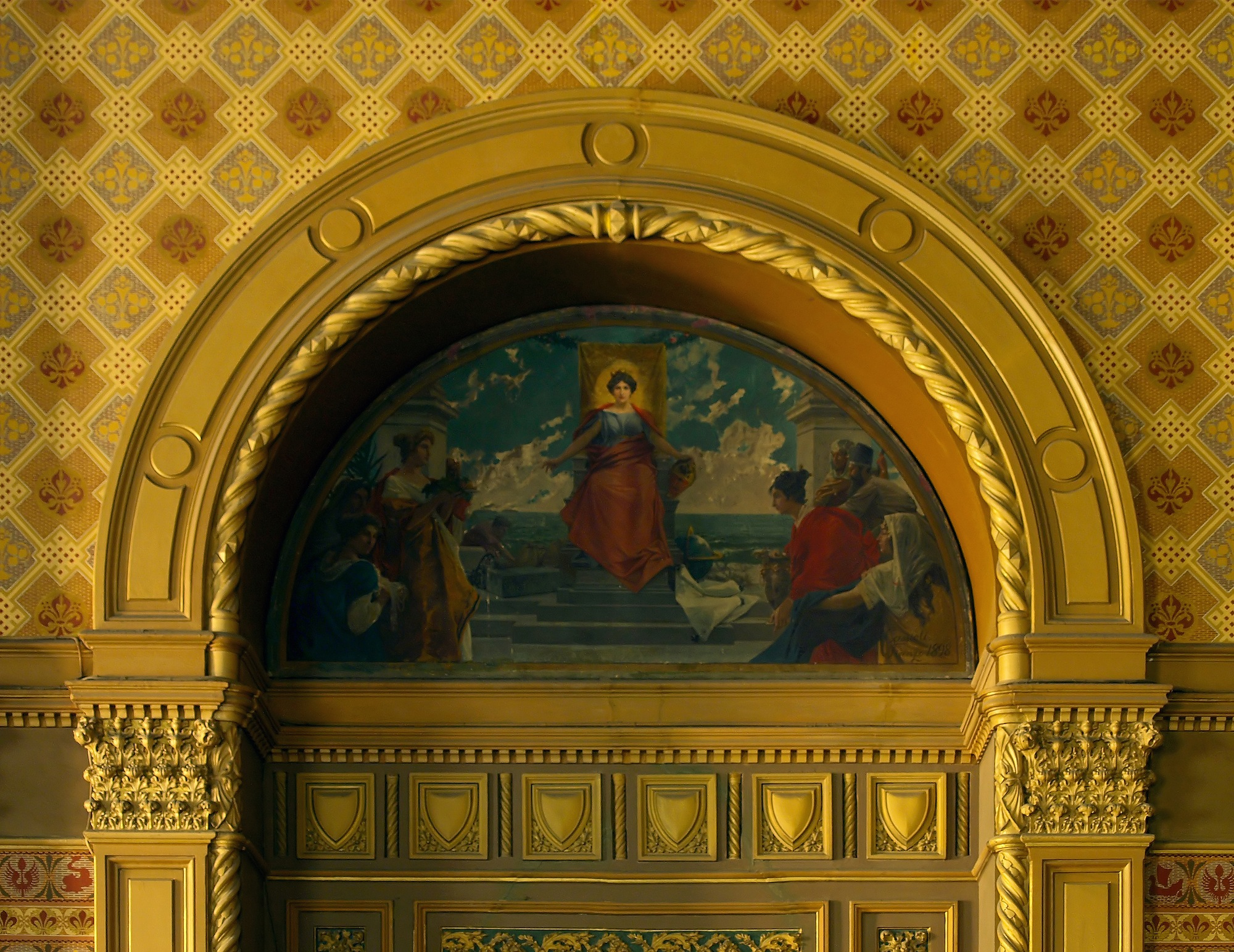
Wandverzierung
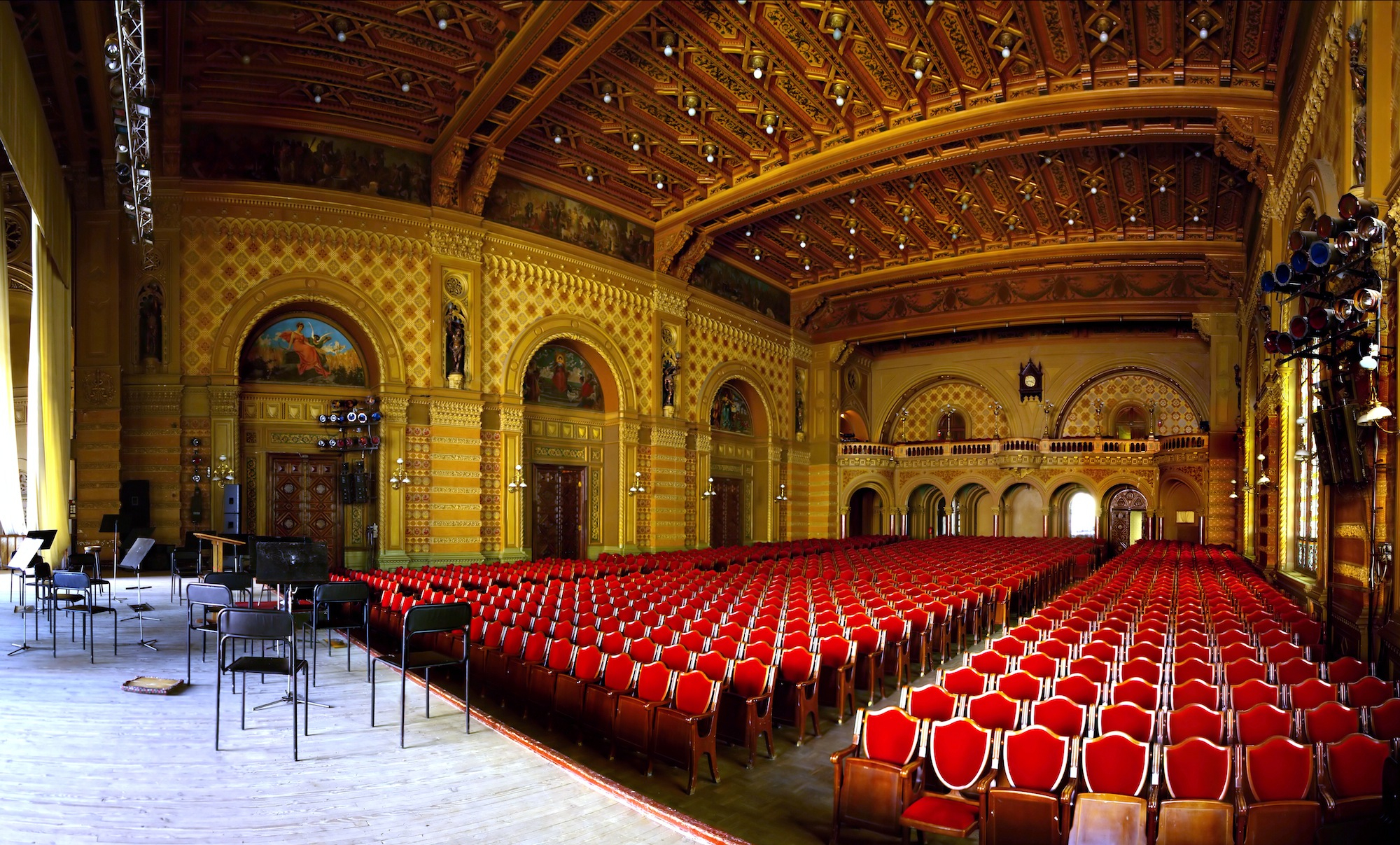
Zuschauerraum von vorne
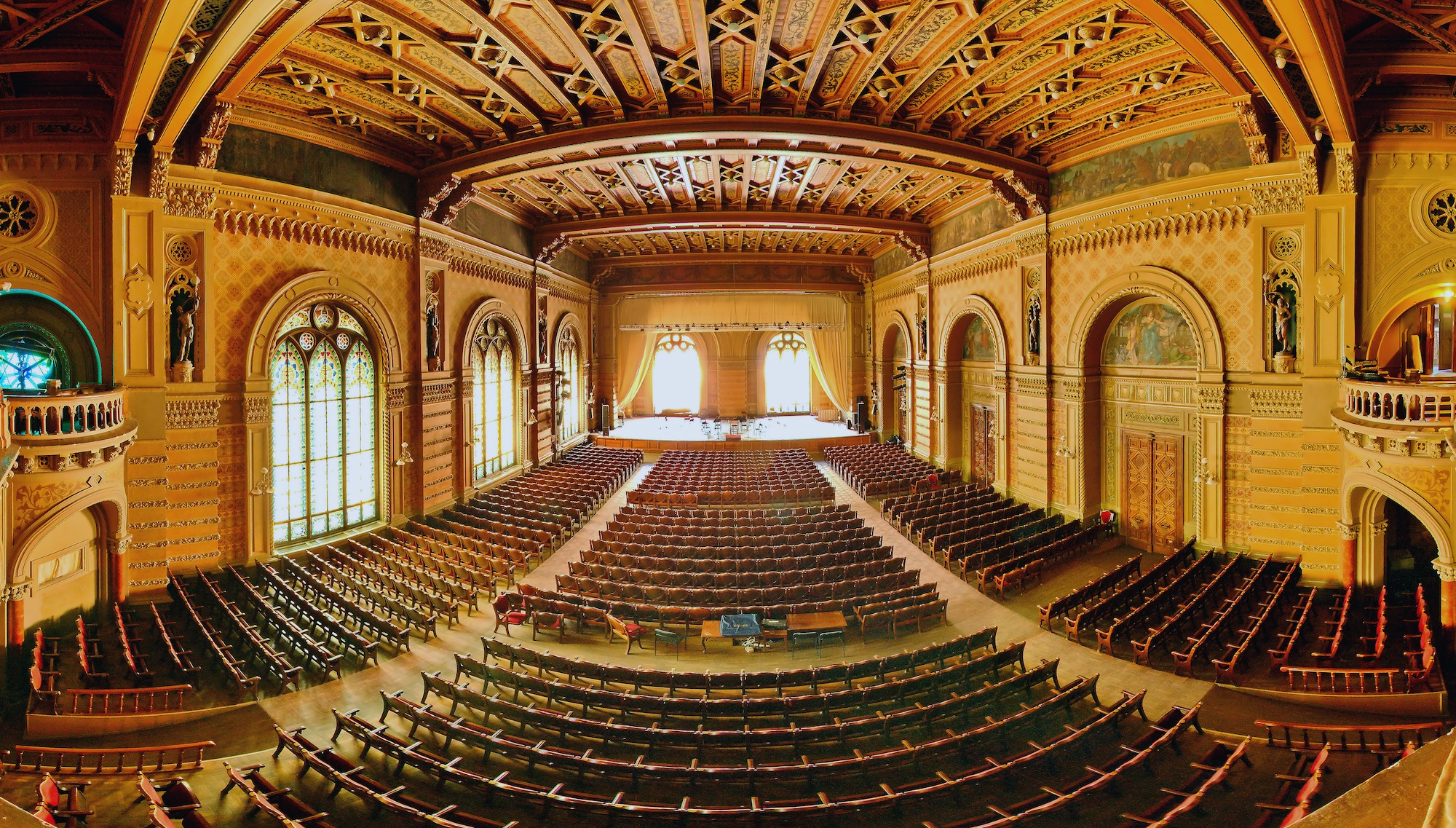
Zuschauerraum von hinten
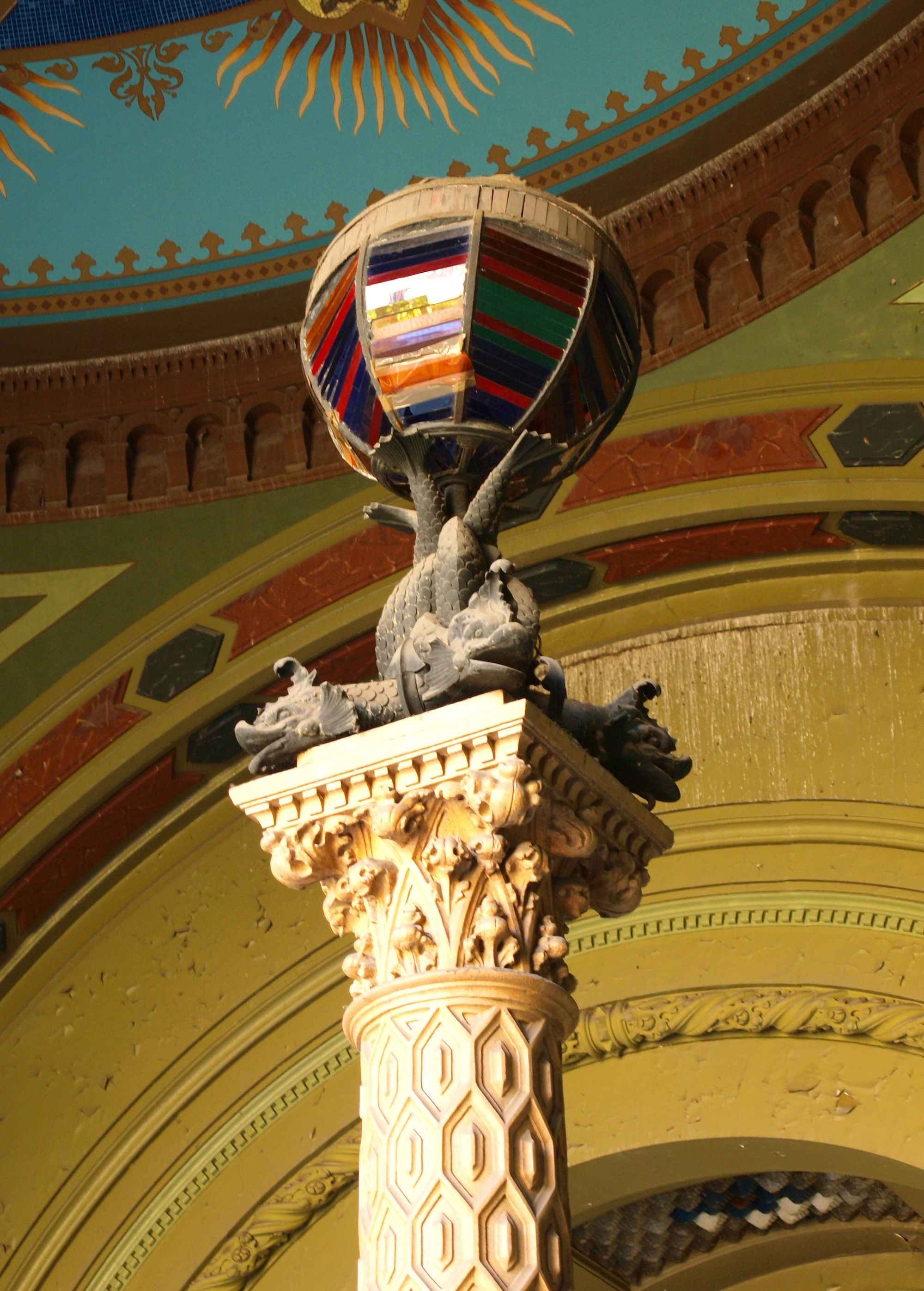
Säulendetail
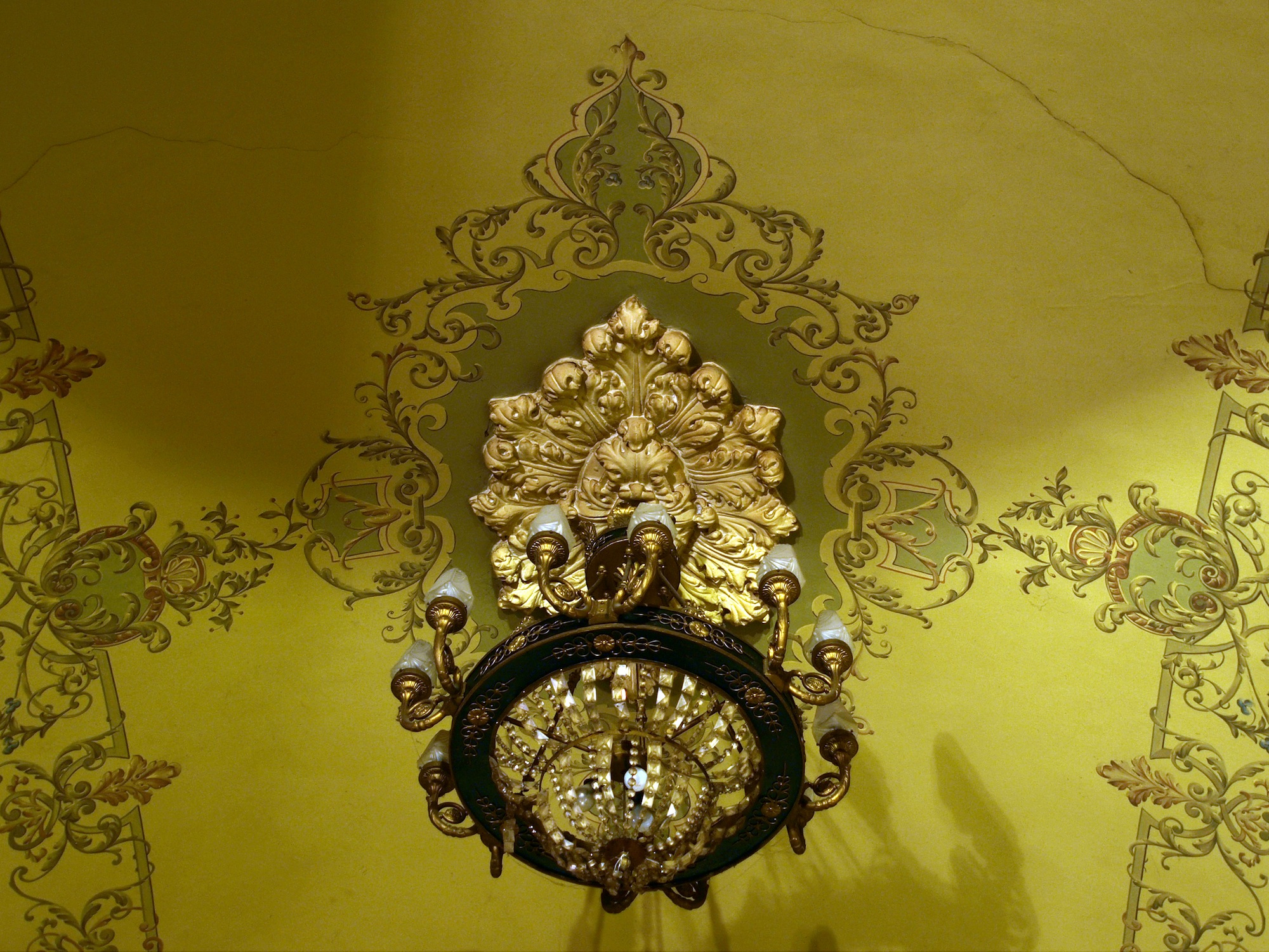
Deckenbeleuchtung
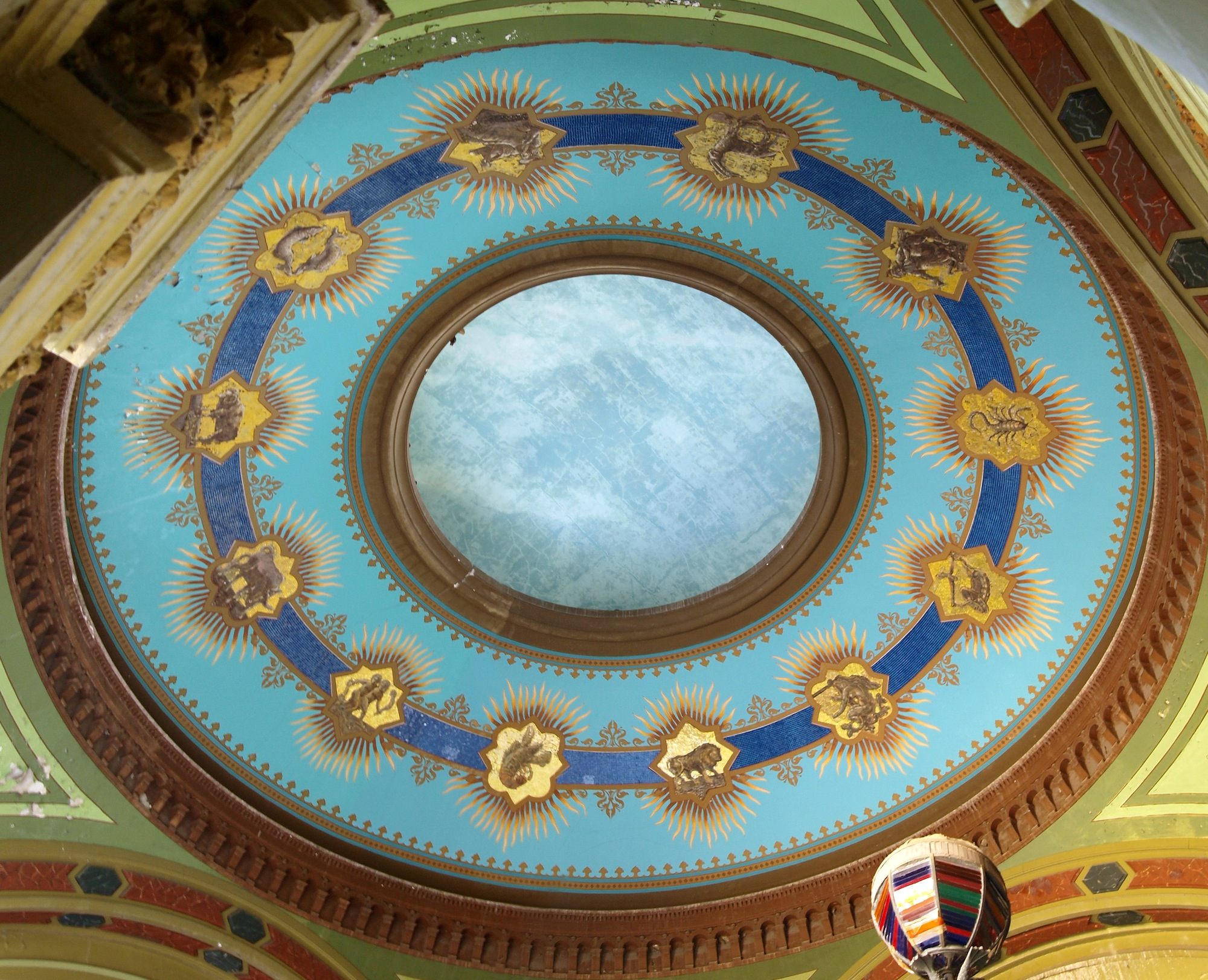
Deckenverzierung